# Czamzinka
Czamzinka (ros. Чамзинка) – osiedle typu miejskiego w środkowej Rosji, na terenie wchodzącej w skład tego kraju Republiki Mordowii, we wschodniej Europie.
Miejscowość liczy 9842 mieszkańców (1 stycznia 2005 r.).